# Dendrobium patentifiliforme
Dendrobium patentifiliforme är en orkidéart som beskrevs av Takahide Hosokawa. Dendrobium patentifiliforme ingår i släktet Dendrobium, och familjen orkidéer. Inga underarter finns listade i Catalogue of Life.